# Carlos Alberto
Carlos Alberto Gomes da Costa (25 november 1963) is een Braziliaans voormalig voetballer die als verdediger speelde.

## Carrière
Alberto begon zijn carrière bij EC Noroeste en speelde tussen 1986 en 1999 voor EC XV de Novembro (Jaú), SE Palmeiras, Yamaha Motors en Tokyo Gas.